# Лівадія (Хунедоара)
Лівадія (рум. Livadia) — село у повіті Хунедоара в Румунії. Входить до складу комуни Бару.
Село розташоване на відстані 261 км на північний захід від Бухареста, 45 км на південь від Деви, 147 км на південь від Клуж-Напоки, 140 км на північ від Крайови.

## Населення
За даними перепису населення 2002 року у селі проживали 728 осіб.
Національний склад населення села:
| Національність | Кількість осіб | Відсоток |
| -------------- | -------------- | -------- |
| румуни         | 717            | 98,5%    |
| цигани         | 5              | 0,7%     |

Рідною мовою назвали:
| Мова      | Кількість осіб | Відсоток |
| --------- | -------------- | -------- |
| румунська | 719            | 98,8%    |
| угорська  | 9              | 1,2%     |